# Estonia all'Eurovision Young Musicians
L'Estonia ha debuttato all'Eurovision Young Musicians 1994, svoltosi a Varsavia, in Polonia.
La nazione ha sempre selezionato internamente i suoi partecipanti, tranne nel 2018, la quale si è avvalsa del programma televisivo Klassikatähed. 

## Partecipazioni
- Primo posto
- Secondo posto
- Terzo posto

| Anno                                    | Artista             | Strumento           | Canzone | Posizione           | Posizione           |
| Anno                                    | Artista             | Strumento           | Canzone | Finale              | Semifinale          |
| --------------------------------------- | ------------------- | ------------------- | --- | ------------------- | ------------------- |
| 1994                                    | Marko Martin        | Pianoforte          | 1) Concerto in C minore, No.1 Op. 35, parte III, I, di Dmitri Shostakovich                                   | F                   | N.A.                |
| 1996                                    | Hanna Heinmaa       | Pianoforte          | N.A. | 3º                  | N.A.                |
| 1998                                    | Hando Nahkur        | Pianoforte          | N.A. | Non qualificata     | Non qualificata     |
| 2000                                    | Vambola Krigul      | Marimba             | N.A. | Non qualificata     | Non qualificata     |
| 2002                                    | Michael Paull       | Chitarra            | N.A. | Non qualificata     | Non qualificata     |
| 2004                                    | Jaan Kapp           | Pianoforte          | 1) Concerto per Pianoforte No.2 (Terzo Movimento), di Sergei Rachmaninoff                                    | F                   | N.A.                |
| Nessuna partecipazione dal 2006 al 2016 |                     |                     | |                     |                     |
| 2018                                    | Tanel-Eiko Novikov  | Percussioni         | 1) Niflheim, di Marján Csaba Zoltán 2) Kuusi Op 75/5, di Jean Sibelius 3) Verano porteño, di Astor Piazzolla | Non qualificata     | Non qualificata     |
| 2020                                    | Edizione cancellata | Edizione cancellata | Edizione cancellata                                                                                          | Edizione cancellata | Edizione cancellata |
| Nessuna partecipazione dal 2022 al 2024 |                     |                     | |                     |                     |